# Сезон Швейцарської НЛБ 1949—1950
Національна ліга В 1949—1950 — 3-й чемпіонат Швейцарії з хокею (Національна ліга В), чемпіоном став клуб «Амбрі-Піотта».

## Груповий етап
| М  | Команда      | І | В | Н | П | Ш     | О |
| -- | ------------ | - | - | - | - | ----- | - |
| 1. | Біль ІІ      | 6 | 3 | 2 | 1 | 36:27 | 8 |
| 2. | Вісп         | 6 | 3 | 2 | 1 | 24:19 | 8 |
| 3. | ХК Клотен    | 5 | 2 | 1 | 2 | 25:20 | 5 |
| 4. | Ла Шо-де-Фон | 5 | 0 | 1 | 4 | 18:37 | 1 |

## Матч за 1 місце
- Біль ІІ — Вісп 4:1

У стиковому матчі між Біль ІІ та Амбрі-Піотта, перемогла остання.